# 에번즈빌 아이스멘
| 에번즈빌 아이스멘 | |
| 콘퍼런스          | 서부 콘퍼런스 |
| 디비전            | 미드웨스트 디비전 |
| 설립연도          | 1992년 2012년(ECHL 가입) |
| 해체연도          | 2016년 |
| 역사              | 머스키곤 퓨리 (1992년~2008년) 머스키곤 럼버잭스 (2008년~2010년) 에번즈빌 아이스멘 (2010년~2016년) 잭슨빌 아이스멘 (2017년~현재) |
| 경기장            | 포드 센터 |
| 연고지            | 인디애나주 에번즈빌 |
| 상징색            | 검정, 남색, 하양 |
| 구단주            | 론 기어리 |
| 단장              | - |
| 감독              | 알 심스 |
| NHL 제휴          | 오타와 세너터스 |
| AHL 제휴          | 빙엄턴 세너터스 |
| 정규시즌 우승     | UHL : 2 (1999, 2005) |
| 콘퍼런스 우승     | - |
| 디비전 우승       | UHL : 4 (1996, 1999, 2005, 2007)                                                                                                |
| 켈리 컵           | - |
| 영구 결번         | - |

에번즈빌 아이스멘(Evansville IceMen)는 미국 인디애나주 에번즈빌을 연고지로 하는 ECHL의 2012년부터 2016년까지 서부 콘퍼런스 미드웨스트 디비전 소속 아이스 하키팀이다. 1992년부터 2012년까지 CHL에 참가하였다가, 2012~2013시즌부터 2016~2017시즌까지 ECHL 참가했다.
2017~2018시즌 연고지를 플로리다주 잭슨빌 (잭슨빌 아이스멘)로 이전했다.

## 역대 홈경기장
| 경기장                                             | 사용기간      | 수용인원 | 장소                | 비고 |
| -------------------------------------------------- | ------------- | -------- | ------------------- | ---- |
| 머스키곤 퓨리'/머스키곤 럼버잭스/에번즈빌 아이스멘 |               |          |                     |      |
| L.C. 워커 아레나                                   | 1992년~2010년 | 5,100명  | 미시간주 머스키곤   | 빈칸 |
| 포드 센터                                          | 2010년~2016년 | 9,000명  | 인디애나주 에번즈빌 | 빈칸 |